# ساستاغو
بلدية ساستاغو (بالإسبانية: Sástago) هي بلدية تقع في مقاطعة سرقسطة التابعة لمنطقة أراغون شمال شرق إسبانيا.

## الديموغرافيا
بلغ عدد سكان بلدية ساستاغو 1.294 نسمة عام 2011 (وفقاً للمعهد الوطني الإسباني للإحصاء).
| 1.510 | 1.459 | 1.373 | 1.288 | 1.179 | 1.115 | 1.294 |